# Хищническо злато
„Хищническо злато“ е книга от Филип Рийв.

## Главни герои
- Том